# Adipokine
Adipokine (oder Adipozytokine) sind eine Gruppe endokrin aktiver Proteine aus dem Fettgewebe, wie Cytokine oder Peptidhormone. Das erste Adipokin wurde 1994 entdeckt: Leptin. Seitdem wurden über hundert Adipokine beschrieben. Beispiele für Adipokine sind neben Leptin Adiponectin, Apelin, Chemerin, Interleukin-6 (IL-6), monocyte chemotactic protein-1 (MCP-1), Plasminogen activator inhibitor-1 (PAI-1), Retinol binding protein 4 (RBP4), TNF-α, Visfatin, Omentin, Vaspin, Progranulin, CTRP-4.
Adipokine besitzen entzündungsfördernde oder -hemmende Eigenschaften und verbinden den Stoffwechsel mit dem Immunsystem. Bei Hunger nehmen entzündungshemmende Adipokine zu und entzündungsfördernde ab, bei Gewichtszunahme umgekehrt.
Entzündungsfördernde Adipokine sind an der Entstehung von Diabetes mellitus Typ II, Arteriosklerose und Bluthochdruck beteiligt.